# Kaartse Beek
De Kaartse Beek is een zijrivier van de Schijn. Het bevindt zich in het stroomgebied van de Schelde in de Belgische provincie Antwerpen.
Over de naamgeving van deze waterloop bestaat er enige discussie. De benedenloop van deze beek wordt ook wel Schoon Schijn genoemd. Waar juist de grens tussen de Kaartse Beek en de Schone Schijn zich bevindt blijft echter een heikel punt. Zo beweert het Vlaams Gewest dat het Schoon Schijn de enige correcte naamgeving is. De inwoners van de gemeentes Brasschaat, Kapellen en Ekeren beweren echter dat de Kaartse Beek de enige correcte naam is van de bovenloop en dat de Schone Schijn ofwel ontspringt, waar de Zwarte Beek (te Kapellen) zich aan de Puihoek in de Kaartse Beek stort of waar de oude gemeentegrens tussen Ekeren (nu Kapellen) en Brasschaat ligt.
De Kaartse Beek werd genoemd naar de Kaart (Brasschaat), een wijk in de Belgische gemeente Brasschaat.
De Kaartse Beek kent zijn oorsprong in Brasschaat, niet ver van het militair domein Klein Schietveld. Vervolgens stroomt ze verder langs de grens tussen Kapellen en Brasschaat. Tijdens periodes van langdurige en hevige regenval treden regelmatig problemen op met de afvoer van het water. Vanwege de bebouwing langsheen de stroom is het natuurlijke overstromingsgebied van de rivier verdwenen. De uitdieping van de rivier met de verhoging van de omwalling zorgen ervoor dat het water versneld wordt afgevoerd naar lager gelegen wijken stroomafwaarts.
Vanwege de bebouwing langsheen de oevers is de waterkwaliteit van het water beneden peil. De rode kleur van de beek is te verklaren door het hoge gehalte aan ijzer in de bodem. Dit heeft echter niets te maken met de echte verontreiniging van de stroom. Vele buurtbewoners lozen hun afvalwater direct in de stroom en haar zijstromen. Ook bij hevige regenval stroomt een deel van het rioleringswater in de beek om de rioleringen niet te overbelasten. Gelukkig zijn er nog op enkele plaatsen langs de oevers weilanden en akkers gelegen.
Een degelijk gecoördineerd beleid van de gemeentes waar de Kaartse Beek doorloopt kan de waterkwaliteit sterk verbeteren. Het terug herstellen van de oorspronkelijke oevers en het aanleggen van overstromingsgebieden bevordert eveneens de diversiteit van planten en dieren.
De Kaartse Beek is een van de belangrijkere stromen in de regio en ontvangt water van de Voetbeek, Bunderbeek, Zwarte Beek (vanaf hier aan de Puihoek verandert zonder twijfel de naam in Schoon Schijn) en enkele kleinere waterlopen in de nabije omgeving.